# Porte de Waterloo ou de la Belle Alliance de Charleroi
La porte de Waterloo ou de la Belle Alliance sont des éléments des anciennes portes des fortifications de Charleroi construites par les Néerlandais en 1816 dans le cadre de l'édification de la barrière Wellington. Éléments déplacés lors du démantèlement de la forteresse (1867-1871).

## Galerie

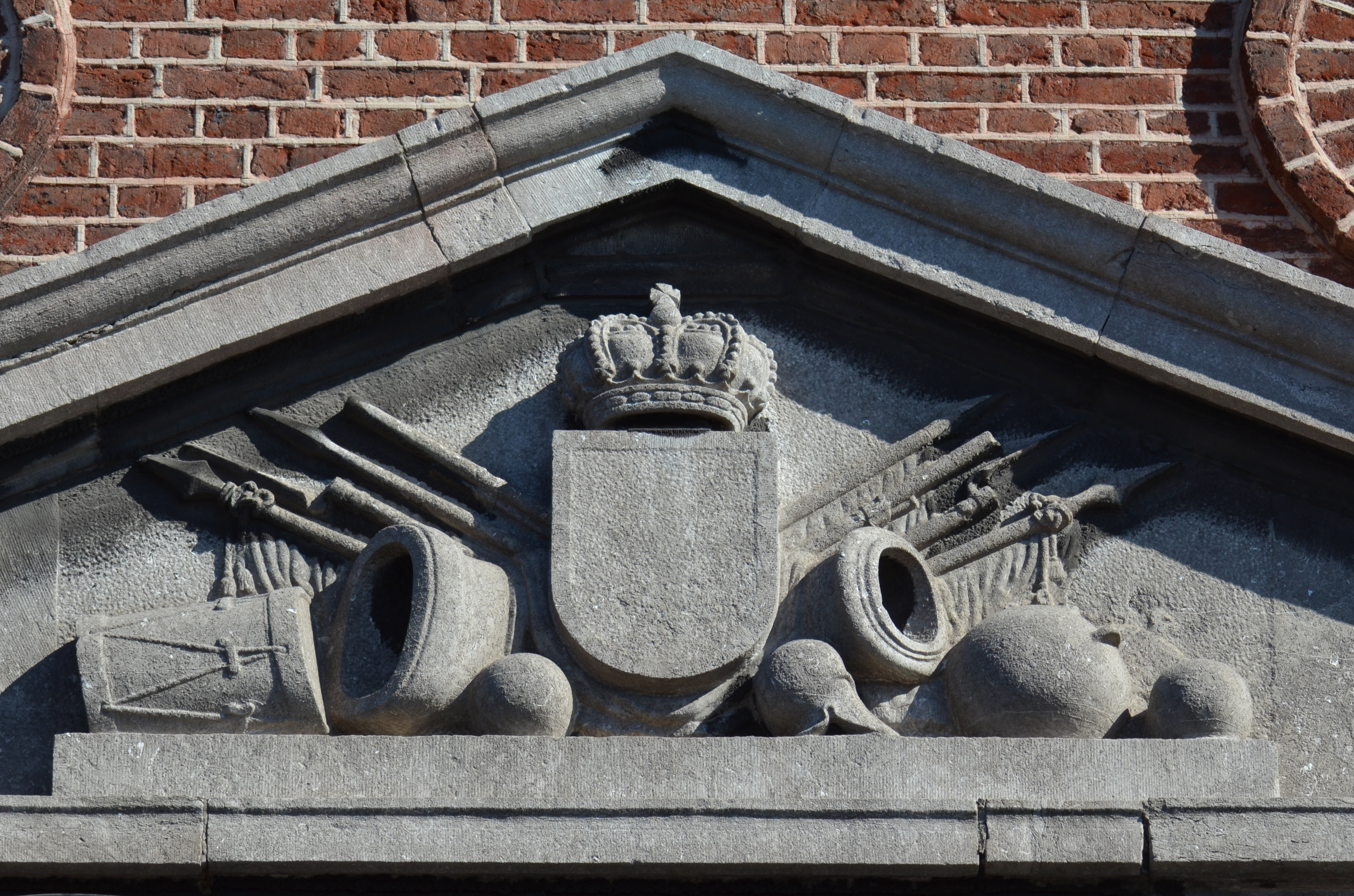
Détail du tympan du fronton.
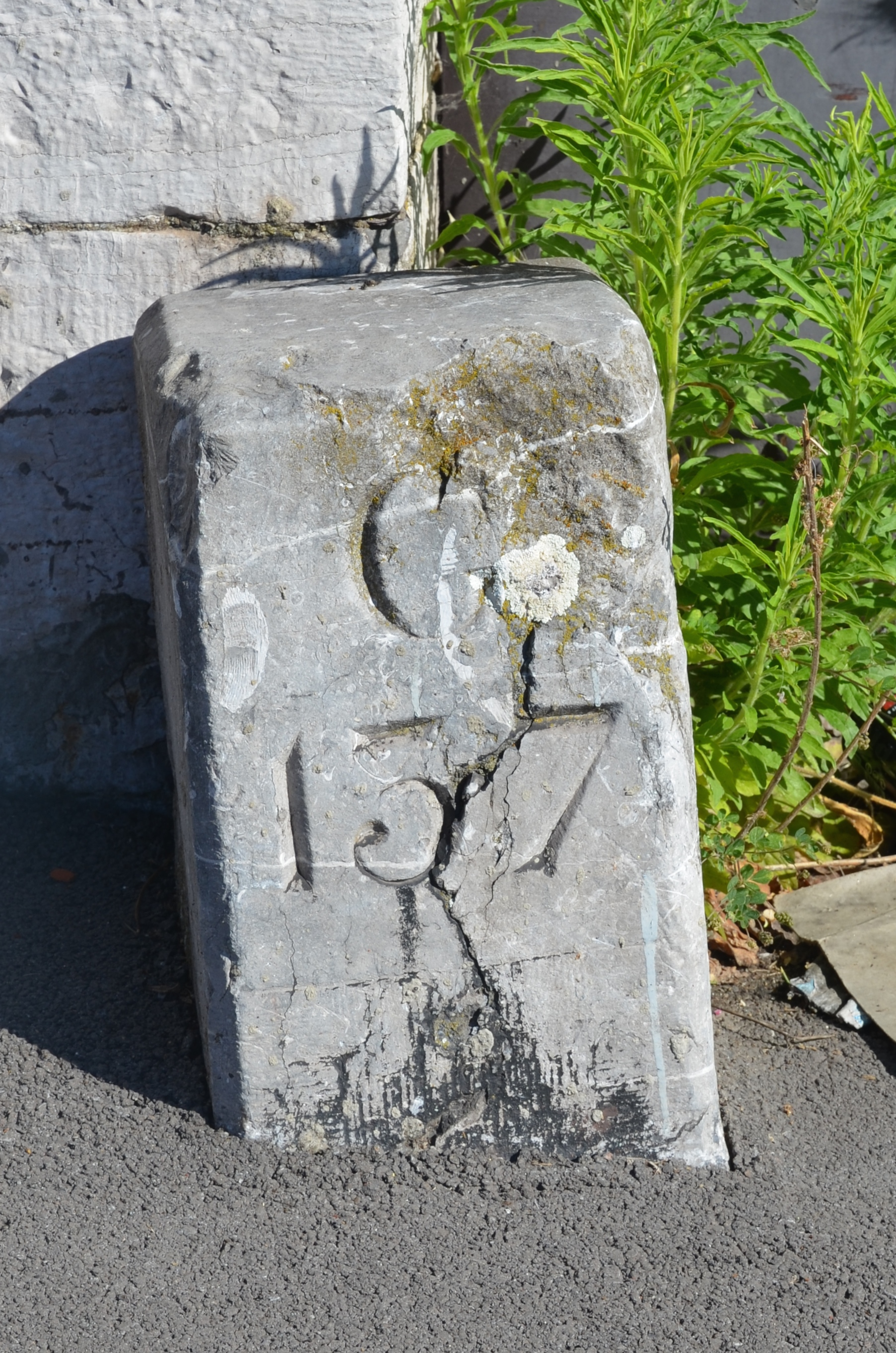
Borne marquée G137. La lettre G fait référence au Génie militaire[2],[1].